# Ida Moberg
Ida Georgina Moberg (Hèlsinki, 13 de febrer de 1859 - 2 d'agost de 1947) va ser una compositora i directora d'orquestra finlandesa, una de les primeres músiques finlandeses a rebre formació en un conservatori modern, pedagoga musical, promotora del paper de les dones en l'àmbit musical i també líder del moviment antroposòfic finlandès.
Va anar a l'escola de noies de parla sueca de Hèlsinki (Svenska Fruntimmesrsskolan i Helsingfors), on va ser alumna d'Anna Blomqvist, professora de cant, i d'Alie Lindberg, virtuosa del piano. I també rebé classes de cant de Maria Collan. Després va estudiar teoria i composició de 1879 a 1882 al Conservatori de Sant Petersburg amb Elizabeth Zwanziger. Després d'estudiar contrapunt amb Richard Faltin va tornar a Hèlsinki i va continuar la seva formació.
Dissortadament, Moberg va desenvolupar problemes físics que li van impedir la dedicació a la música vocal, per la qual cosa va orientar la seva formació i després la seva feina envers la composició i la direcció, tant de cors com d'orquestres, a l'Escola d'Orquestra de la Societat Filharmònica de Hèlsinki amb Jean Sibelius i Ilmari Krohn. Completà aquests estudis de composició al Conservatori Reial de Dresden amb Felix Draeseke i de direcció amb Hermann Kutzschbach. Va estudiar el mètode d'improvisació Dalcroze a Berlín de 1911 a 1912, que modificaria la seva percepció sobre la música i el moviment del cos.
En aquests anys va assistir a conferències de teosofia i antroposofia impartides per Rudolf Steiner, disciplines que li interessaven especialment. Entre 1906 a 1909 va ser directora del Cor Mixt Teosòfic i fou figura destacada en les activitats de la Societat Teosòfica Finlandesa. Malgrat que pretenia quedar-se a Dresden, la guerra mundial la va obligar a tornar a Hèlsinki.
Després de la seva educació, Moberg va treballar com a compositora, directora i professora a l'Institut de Música de Hèlsinki de 1914 a 1916. Va fer classes a l'actual Acadèmia Sibelius i en seminaris per formar professors. Ensenyava la tècnica apresa de Dalcroze, a més de teoria, orquestració, composició, improvisació i piano. També va dirigir un gran nombre de cors i orquestres, incloent-hi l'orquestra de la Societat Filharmònica de Hèlsinki.

## Vida personal
La seva parella fou Aurora Charlotta (Lotti) Koch (1853 - 1927), amb qui va viure durant 43 anys, fins a la mort de Koch. En els anys successius va ser atesa per la seva amiga, l'antroposòfa Thyra Albrecht (1875 - 1959), amb qui va viure la resta de la seva vida.

## Obra
Pel que fa a la composició, Ida Moberg definia la majoria de les seves obres com a poemes tonals, vertebrats narrativament entorn del ritme i el moviment. I, d'altra banda, volia commoure les emocions humanes i per això les seves obres estan impregnades d'espiritualitat, un interès que després seria molt comú en altres compositors escandinaus.
Part de la seva obra està perduda i en alguns casos se'n conserven versions o fragments.

## Obres seleccionades
| Títol                             | Data      | Instrumentació            |
| --------------------------------- | --------- | ------------------------- |
| Simfonia                          | 1905      | Orquestra (perduda)       |
| Kalevala fantasia                 | ?         | Orquestra (perduda)       |
| Desperta / Vaknen!                | 1900?     | Cor i orquestra masculins |
| Abans de la lluita / Fore striden | n/a       | Cor i cordes              |
| La lluita de la vida / Lifskamp   | ?         | Cor i orquestra masculins |
| Amor mortis                       | ?         | Veu i orgue               |
| La llum d'Àsia / Asiens ljus      | 1910–1945 | Òpera (inacabada)         |
| Ex Deo nascitur                   | ?         | Veu i orgue (perduts)     |
| Nit del tirà / Tyrannens natt     | 1909      | Cor i cordes              |
| Alba, suite per a orquestra       | 1909      | Orquestra                 |
| Silenci / Hiljaisuus              | ?         | Orquestra                 |